# No. 5 Commando
5-й загін британських командос (англ. No. 5 Commando) — підрозділ спеціального призначення британських командос, що структурно входив до складу британської армії за часів Другої світової війни. Загін сформований 23 липня 1940 року, брав участь у проведенні спеціальних операцій у Франції, на Мадагаскарі, в Бірмі та в Індії. Після війни загін виконував окупаційні функції в Гонконзі, де 23 березня 1946 року був об'єднаний із загоном No. 1 Commando у 1/5 Commando. Розформований у лютому 1947 року.

## Історія
5-й загін британських командос був сформований у Брідлінгтоні 23 липня 1940 року з добровольців до сил спеціального призначення з підрозділів Західного командування. У жовтні, коли командос було реорганізовано в батальйони «спеціальної служби», № 5 командос об'єднався з № 6 командос, і став ротою в 5-му батальйоні спеціальної служб підполковника Тимоті Фетерстонхау, що базувався в Геленсбурзі в Шотландії. У березні 1941 року батальйон був знову розбитий на його складові частини, і 26 лютого 1941 року 5-й загін був відновлений під командуванням підполковника Вільяма Сангвінетті.

### 1941
У ніч з 30 на 31 серпня 1941 року No. 5 Commando провів операцію «Есід Дроп» — подвійну рейдову операцію з розвідувальною метою на узбережжя Франції поблизу Ардело і Мерлімон. У цілому операція пройшла невдало й командос провели на березі 30 хвилин, не встигши реалізувати замисел завдання.

### 1942
У березні загін No. 2, посилений фахівцями-підривниками із загонів 1, 3, 4, 5 (три команди підривників), 6, 9 та 12 очолив основну ударну групу при проведенні одної з найславетніших операцій в історії військ спеціального призначення — операції «Колісниця», або, так званий рейд на морський порт Сен-Назер.
Списаний британський есмінець «Кемпбелтаун» був начинений 4,25 тоннами вибухівки (в трюмі були зацементовані 24 глибинні бомби «Mark VII»), рухаючись поздовж атлантичного узбережжя Франції, у супроводі 18 кораблів забезпечення та підтримки, приховано підійшов до морського порту Сен-Назер і далі з розгону врізався у ворота потужного Нормандського сухого доку. У цей час, скориставшись рейвахом, що виник на місці події, командос сміливими діями вивели з ладу значну кількість об'єктів морського порту. Через 8 годин, встановлений на сповільнене підривання вибуховий пристрій, вибухнув, вщент зруйнувавши обладнання доку, вбивши 360 німецьких солдатів, й унеможливив його відновлення до кінця світової війни. У цій операції взяв участь 241 командос, 64 з них загинули в боях з противником чи зникли безвісти; ще 109 — потрапили у полон. Два командос, серед п'яти нагороджених за цей рейд, підполковник Огастес Чарльз Ньюмен та сержант Томас Дюрран, отримали вищу нагороду — Хрест Вікторії. Ще 80 командос були відзначені за сміливість та відвагу іншими нагородами.
На початку 1942 року англійці розпочали підготовку операції по захопленню острова Мадагаскар в Індійському океані. Після нападу Великої Британії на флот Франції на Мер-ель-Кебір на острові був встановлений про-вішістський уряд, і британська занепокоєність щодо окупованого острова зростала.
5 травня 1942 року амфібійне угруповання з трьох піхотних бригадних груп з військово-морською та повітряною підтримкою, розпочало операцію «Айронклад». 5-й загін, який налічував близько 365 осіб під командуванням підполковника В. Сангвінетті, був приєднаний до 29-ї бригади і висадився перед головними силами поблизу залів Кур'єр і Амбарата на північній околиці острова і на відстані приблизно 18 км на захід від Дієго-Суареса.
На світанку 5 травня, після того, як транспортні судна та їх супровід зуміли прослизнути через ділянку води, яку раніше вважали непрохідною через наявність рифів, командос висадилися з десантних штурмових суден і вирушили до свого плацдарму. З ходу подолавши прибережні скелі заввишки 50 метрів, британці досягли вершини і призвели французьких офіцерів та колоніальні війська, обслугу тамтешньої берегової батареї, у повне здивування. На світанку на них була проведена контратака взводу французьких колоніальних військ, проти якого командос перейшли в штикову атаку, і вбивши унтерофіцерів, які керували атакою, змусили решту захисників скласти зброю та здатися.
Хоча врешті-решт 5-й загін брав участь лише у обмежених боях, досвід, який командос отримали під час боїв на Мадагаскарі, виявився цінним пізніше, коли вони були дислоковані на Далекий Схід для боротьби проти японців.

### 1943
У листопаді 1943 року 3-тя бригада командос, куди увійшли No. 5 та No. 44 Королівської морської піхоти вирушила морем до Індії та після п'ятитижневого походу 19 грудня 1943 року прибула до Бомбея, де увійшла до Командування у Південносхідній Азії адмірала Маунтбаттена.
Наприкінці 1943 року бойова група No. 2 (голландська) загону No. 10 прибула до Південно-Східної Азії, де приєдналася до No. 5 і No. 44, що вели бої проти японських окупантів у Бірмі. Одна з рот командос стала основою для формування підрозділів спеціального призначення, так званих «шиндітів», які вели активні бойові дії за лінією фронту, здійснюючи постійні атаки на тилові об'єкти японських військ та їхні комунікації. Перша спроба вести операції партизанськими методами була реалізована ще у лютому 1943, проте її результати були досить скоромні. Водночас, партизанська тактика дій у джунглях наочно продемонструвала свої переваги на цьому театрі дій, й керівництво британської та індійської армій розпочало приділяти їй величезну увагу та формувати відповідні частини. До речі, командос плідно співпрацювали з американськими «мародерами Меррілла» — підрозділами спеціального призначення американської армії, що активно застосовували аналогічну тактику партизанських та рейдових дій по тилах ворога.